# 유리색의 지구
유리색의 지구, 또는 유리빛의 지구(일본어: 瑠璃色の地球, るりいろのちきゅう 루리이로노 치큐-[*])는 마츠다 세이코가 1986년에 발매한 노래이자 대표곡이다.

## 곡의 내용
마츠모토 타카시(松本隆) 작사, 히라이 나츠미(平井夏美)가 작곡한 내림라장조의 중간빠르기의 곡이다. 마츠다 세이코씨가 장녀 칸다 사야카씨를 임신중인 관계로 연예활동을 쉬고 있던 기간 중에 녹음을 진행해 1986년 6월 1일 발매한 마츠다의 13번째 정규앨범인 〈수프림〉 (SUPREME)의 마지막 트랙애 수록되었다.
작곡 당시는 환경오염이 일본 내에서 사회 이슈로 부각되기 시작한 시점이었다. 이런 사회적 상황을 감안해 지구를 지키자는 메시지가 담긴 곡이 되었다. ‘새벽녘이 오지 않는 밤은 없다고…’라는 가사로 시작한 이 노래는 1절은 자신의 연인과 함께 떠오르고 있는 해를 보고 있는 모습을 묘사한다. 2절은 이러한 상황을 이어 자신이 지구별에 살고 있는 한낱 여행자에 불과하다는 인식을 가지고, 사랑으로 다른 사람들을 대한다면 지구의 어려운 문제들을 해결해 나갈 수 있다는 의식을 표현하고 있다. 그리 주제의식은 브릿지 부분에서 ‘지구를 지키고 싶다’는 메시지로 정리된다.
제목의 유리색(ja:瑠璃色)은 한국어 어중이 생각하는 투명하거나 옅은 녹색의 유리의 이미지와 다르게, 검푸른색, 또는 남색에 약간의 자주빛이 섞인 지구와 비슷한 색이다.

## 주요 커버 사례
- 2002년 나카모리 아키나가 발매한 제로엘범 가희(-ZEROalbum- 歌姫2)에 커버곡으로 수록됐는데[1], 그동안 라이벌로 알려졌던 마츠다의 곡을 커버한 것으로 유명해졌다. 이 곡은 2003년 싱글 〈Days〉에도 수록되었다.
- 2012년 테시마 아오이가 일본 소니 뮤직 엔터테인먼트의 기획 앨범인 《Image12 douze emotional & relaxing》에 참여하면서 이 곡을 커버했다 (5번 트랙). 이 커버 또한 미야자키 방송의 개시 방송, 사쓰마 주조의 CM 배경음악으로 사용되는 등 다양한 활동을 보여주고 있으며, 테시마씨 자신도 해당 버전을 정규 앨범이나 콘서트 라이브의 형태로 수록하고 있다.
- 2017년 개봉된 아니메 《쏘아올린 불꽃, 밑에서 볼까? 옆에서 볼까?》 극 중에 뮤직비디오 형태로 등장했으며[3], 개봉 이후 발매된 오리지널 사운드트랙 트랙에 오이카와 나즈나(及川なずな)역을 맡은 히로세 스즈씨가 부른 커버곡이 수록되었다[4][1].
- 2020년 5월 26일 카미시라이시 모네가 BS-TBS 방송 내 《Sound Inn “S”》에 출연해, 노래를 커버했다. 이에 대해 2010년 10월 12일 TV 아사히계열 방송국에서 방영된 〈뮤직 스테이션 사랑노래 3시간 스페셜!〉 방송 중 대담에서 마츠다씨가 직접 카미시라이시씨의 라이브를 칭찬하는 발언을 했다[5].

## 반응
작품 발표 이후 오리지널 녹음이 여러번 재발매되었다. 2003년에는 팬들의 투표로 인기곡을 선정해 CD 앨범으로 제작하는 기획인 《Another Side of Seiko 27》에서 〈유리색의 지구〉가 1위를 차지하여 A면 1번 트랙에 수록되었으며, 리메이크 버전이 같은 면 15번 트랙에 제시되었다. 또한 합창곡으로 편곡되어 일본 합창계에서 자주 불리기도 하였다.

### COVID-19 확산 이후
2020년 COVID-19 확산 중에 외출 자숙, 또는 금지로 인해 일상생활이 큰 제약을 받게 되면서, 이 노래는 새로운 의미를 가지게 되었다. 신종 코로나 바이러스로 인해 괴로운 나날 끝에 ‘새벽’이 있다는 의미로 해석되게 된 것이다.
이에 따라 작품과 관계된 사람들의 활동이 잇다랐다. 우선 작사자인 마츠모토씨가 라이브하우스나 공연장 폐쇄로 인해 경제적 고통에 시달리고 있는 상황을 듣고, 지역 뮤지션들에게 홍보 기회를 부여하는 동시에 COVID-19로 고통하는 시민들에게 희망의 메시지를 전달하기 위해 200명의 코베시민을 모아 비대면 합창 동영상을 4편으로 모아 제작해 발표했다.
또한 마츠다 세이코씨도 ‘바로 지금이 〈유리색의 지구〉를 여러분의 마음에 보낼 시간이다’는 생각을 가지고 7월 15일에 리메이크곡과 간단한 뮤직 비디오를 〈유리색의 지구 2020〉(瑠璃色の地球２０２０)이라는 제목을 붙여 발표하였으며, 이 곡은 마츠다 세이코 데뷔 40주년 기념 앨범 《SEIKO MATSUDA 2020》에도 그대로 수록되었다.
또한 2020년 11월 26일에는 노래의 첫머리를 마츠모토씨가 쓴 글과 이 노래의 가사를 담은 전면광고가 코베지역 주민들의 모금 및 협조로 코베신문에 실렸다.